# Julio César Rodríguez
Julio César Rodríguez Sierra (Concepción, 2 de julio de 1969) es un presentador de televisión y conductor de radio chileno.
Es presentador del programa matutino Contigo en la mañana de Chilevisión, además del programa radial Podría ser peor en Radio Bío-Bío. También Tiene su propio Programa de Entrevistas de YT, llamado La Junta y la Junta Plus, Es fundador de la productora Enemigo Público y JC Producciones; creadoras de los late La tele o yo, Sin Dios ni late y Síganme los buenos, este último presentado por él mismo en Vive TV. Adicionalmente, colabora con la empresa chilena Arsmate (plataforma de publicaciones eróticas), en esta última anima los eventos de esta compañía, & es host en cápsulas de entrevistas. Se desconoce si tiene un vínculo como laburante en la compañía Arsmate o integra la sociedad comercial.

## Biografía
Julio César vivió su infancia en una población de Domeyko. Su familia, compuesta por su madre, su abuela y madrina de clase baja. Rodeado de un ambiente poco propicio para salir adelante, Julio César se dio cuenta de que sólo podría surgir saliendo de ahí.

Yo a los 13 años me paré en la esquina de mi población, que ardía con neumáticos por protestas. Ese día me paré con mi uniforme y mi bolsón, y yo dije ‘¿cómo salgo de aquí?’. Entendí que tenía que salir de ahí, porque no tenía oportunidad de crecer, como yo quería crecer.
Julio César Rodríguez.

Ingresó a estudiar medicina en la Universidad de La Frontera en Temuco, pero abandonó la carrera tras cuatro años, dado que consideró que no contaba con las aptitudes emocionales para ser un médico. Fue así que decidió cambiarse a periodismo en la Universidad Nacional Andrés Bello. 

### Televisión
Debutó en televisión en 2002 en El termómetro de Chilevisión como panelista de actualidad política, debido a que en ese entonces se desempeñaba como director del diario La Nación domingo. Luego de un tiempo, en febrero de 2004, llegó a Canal 13, comentando el "Festival de la Canción" al programa de Julio Videla. En marzo de ese mismo 2004 lo contrata Televisión Nacional de Chile (TVN) como jurado de Rojo y comentarista de espectáculo de Buenos días a todos; paralelamente se desempeñó como editor periodístico de los programas Sin prejuicios, Rojo VIP, Noche de juegos y De pe a pa entre otros. Es en febrero de 2005 donde Julio César Rodríguez conduce su primer programa de televisión en solitario llamado No podemos vivir sin Viña En octubre de ese año conduce su segundo programa en solitario llamado Salón VIP, un programa satélite de Rojo VIP, todos por TVN.[cita requerida]
En enero de 2006 se convirtió en el presentador de su primer late La tele o yo, donde presentaría un formato clásico de late con monólogos, entrevistas y banda en vivo más el cierre de un grupo musical invitado. Julio César sale ese año abruptamente de TVN para emigrar a Mega donde participa en pantalla como panelista estable del matinal Mucho gusto y la edición general de Mira quién habla.[cita requerida]
En 2008 renuncia a Mega para empezar su proyecto más ambicioso la creación de su late Sin Dios ni late (SDNL) en el canal de televisión por cable Zona Latina, estrenado el 7 de julio de 2008 que contó con la presencia de su primer invitado Rafael Araneda. Tenía como banda estable a The Sharkycanns, grupo que parodiaba canciones de artistas famosos para dedicárselas a los invitados. El programa tendría gran éxito de audiencia y de crítica siendo el primer programa de cable en ganar un premio TV Grama. Su fama fue cada vez mayor pues sus certeras y entretenidas entrevistas se repetían en la televisión abierta en los matinales y programas como SQP y Mira quién habla. De hecho ocupó portadas de diarios como Las Últimas Noticias o La Cuarta.[cita requerida] Incluso el famoso imitador Stefan Kramer realizó una parodia al programa llamada Sin Yo No Hay Late en el estelar de TVN Halcón y camaleón.
En 2011, se produce un quiebre con el canal por la política editorial de una entrevista realizada a Patricio Flores, quien por entonces se hizo conocido por presentar una demanda de paternidad en contra de Don Francisco. La emisión de la entrevista fue pospuesta en varias ocasiones por el director del canal, lo que implicaba que no se estaban cumpliendo las condiciones puestas por Flores para acceder a darla. Por esta razón, Julio César decide renunciar al late y a Zona Latina, y anuncia que desea seguir con un proyecto de similares características en algún otro canal. Es así como llega a Vive y crea el late Síganme Los Buenos (SLB),  que inicia sus transmisiones en mayo de ese año, con una nueva entrevista a Patricio Flores. SLB sigue en transmisiones hasta el día de hoy y ha tenido gran éxito de sintonía, siendo uno de los programas de cable más reconocidos de Chile. Sus panelistas estables han sido entre otros: Vasco Moulian, Eric Polhamer, Felipe Izquierdo, Cristián Contreras Radovic, Iván Arenas y María Luisa Cordero. También cuenta con una banda estable llamada Los Innombrables. Los guiones de Síganme Los Buenos están a cargo de Mauricio Palma y la dirección general del programa desde sus inicios está a cargo de Sergio Parada.[cita requerida]
En materia de televisión abierta ese mismo 2011 mientras conduce Síganme Los Buenos se integra al nuevo matinal de Canal 13 Bienvenidos siendo uno de sus fundadores. En Canal 13, además, conduce No basta con ser bella, docureality que seguía la vida de las candidatas a Miss Chile.[cita requerida]
Justo cuando Julio César se preparaba para conducir Alfombra roja prime decide aceptar un nuevo desafío emigrando desde Canal 13 y reintegrándose a Chilevisión, en enero de 2013 (casi una década más tarde desde su primer debut). Ese año conduciría con gran éxito SQP para el 2014 integrarse a la animación del programa satélite del festival de Viña del Mar Fiebre de Viña. Ese mismo año en marzo se integra a la conducción de Primer plano junto a su expareja Francisca García-Huidobro, que se mantuvo hasta el final del programa. Desde 2015 hasta 2018 animó también la gala del Festival de Viña del Mar.[cita requerida]
En 2015 Julio César Rodríguez también condujo Espías del amor, versión chilena del formato de MTV CatFish y en 
2016 animó el formato de Fox Life Escuela para maridos.[cita requerida]
En 2017 condujo el programa La hermandad, que analiza fenómenos paranormales o psíquicos.[cita requerida]
En 2019, y tras el final de Primer plano y la salida de Rafael Araneda, Julio César asumiría la conducción del matinal de Chilevisión La mañana, posteriormente renombrado Contigo en la mañana, junto a Monserrat Álvarez.[cita requerida]
En 2021, en el mismo Chilevisión, Rodrígue asume la conducción del late PCR: Pero con Respeto, que se estrenó el 3 de agosto.[cita requerida]
En 2023, fue confirmado como coanimador del reality Gran hermano, versión chilena de la franquicia Big Brother, donde estará presente tres días a la semana en las etapas que irá teniendo la competencia.

### Radio
Su primera incursión radial fue en 2001, junto a Tamara Acosta en el programa de teatro y cine "Sin pena ni gloria" de radio Universidad de Chile. Luego en 2004 haría un programa, que hasta hoy es de culto, en la Radio Bio Bio, junto a Matías Amocain y Rodrigo Álvarez llamado Estamos rodeados cuyo director musical era el integrante de Los Tres Titae Lindl. Estamos rodeados se acaba abruptamente porque su humor ácido y cáustico era demasiado vanguardista para la época. Los auditores aún recuerdan sus cortinas estilo vodevil interpretadas por el trío “Pink Milk” y el inicio cuando Julio César Rodríguez gritaba “estamos rodeados” y sus coconductores le respondían: “Pensé que lo sabías”.[cita requerida]
Julio César Rodríguez continúa en el dial, pero ahora en Radio Agricultura junto a Patricia Maldonado en el programa Sin límites. El primer programa salió al aire el 2 de octubre de 2006. En este espacio los dos conductores analizaban la actualidad nacional e internacional con agudeza y humor. Después de un año Julio César decide ir por el proyecto que le quitaba el sueño: hacer un show de noticias de larga duración en una radio informativa, donde se mezclara una mirada irónica y humorística de la actualidad, entrevistas, secciones, frases grabadas de autoridades y panelistas para dar forma a un hilarante show de actualidad diario. Así nace Podría ser peor, el show de noticias de la Radio Bío-Bío. Desde su inicio en 2007, ha tenido más de 20 panelistas, ha entrevistado a todos los candidatos a presidente,[cita requerida] han pasado figuras artística de la talla de Miguel Bosé hasta Salvatore Adamo y tocando en vivo Los Búnkers, Jorge González, Manuel García entre otros. Conocido en el programa es su escudero el notero en la calle Cristán Gil, más conocido como Gilliño. Fueron panelistas del “Podría Ser Peor”: Francisco Vidal y Mario Desbordes en la sección los gordos republicanos. Los miércoles la exitosa columna política del director del El Mostrador Mirko Macari. Los jueves la columna del abogado Daniel Stingo y todos los viernes la esperada sección “El Club De Los Amigos” donde interactúan comediantes, periodistas, actores, cantantes, cocineros y bandas musicales tocando en vivo simulando estar en una conversación de bar. Todos los días en medio del programa J.C. interactúa con la información oportuna de Bio Bio Deportes y los breves del departamento de prensa. El programa está bajo los guiones de Mauricio Palma, Cristián Gil, Lino Suárez y el propio Julio César Rodríguez. La edición periodística es de Miguel Guerra y la estrategia en redes sociales del programa a cargo de Guillermo “Memo” Santibáñez, quien además interviene y realiza móviles con un humor muy particular, convirtiéndose en uno de los personajes más queridos del espacio. La puesta al aire es de Manuel Ramírez y en los controles Joaquín Hernández. Al cumplir 11 años de aire in interrumpidos Podría ser Peor es situado en su mejor momento por la crítica y colocado según la encuesta Ipsos liderando en sintonía en su horario de la tarde.

### Diario
Empezó trabajando como columnista de opinión sobre espectáculo en La Nación y Publimetro. Después fue el creador del diario electrónico Primera Línea donde fue editor de cultura y espectáculo de Primera Línea, de La Nación. Posteriormente dio el gran salto de su carrera al pensar, crear y dirigir La Nación Domingo que llegó a los quioscos el 14 de julio de 2002. Julio César Rodríguez dirigió a un equipo de periodistas encabezados por Mirko Macari, Alejandra Matus, Víctor Gutiérrez, Marcela Ramos, Marcelo Padilla y el gato Escalante que hicieron de LND el semanario más importante del momento agotando en quioscos todas sus ediciones.[cita requerida] Conocido es el caso del reportaje el anti líder acerca de la demanda por violencia intra familiar del dueño (en ese momento) de los supermercados Líder que fue secuestrado por el dueño de la cadena Nicolás Ibáñez comprando todos los diarios en las distribuidoras, sin que llegaran a los quioscos. El caso más emblemático de La Nación Domingo es el del reportaje del comando conjunto de la FACH con su protagonista colmillo blanco, el agente que desertó y contó la fallida mesa de diálogo de la FACH. Esto le costó el puesto al general y jefe de la aviación Ríos. Todo el equipo de La Nación Domingo incluido Julio César Rodríguez renunciarían unos años más tarde por el caso explícito de censura en un reportaje de platas negras para campañas políticas titulado “La Caja Negra Del Indap”.

## Vida personal
En 2004 empezó una relación con Francisca García-Huidobro, quienes se convirtieron en padres de Joaquín. Sin embargo, en 2006 se hizo conocida su relación con la exMiss Chile Claudia Arnello, poco tiempo después de terminar su relación con Francisca, se casaron en 2008, y juntos fueron padres de una niña llamada Julieta. Se separaron en 2012.
En 2007 sufrió la pérdida de su hijo Pablo, diagnosticado con síndrome de Dandy Walker, que falleció a los doce años producto de una parálisis cerebral.
Mantuvo una relación con la uruguaya, exparticipante de Calle 7, Laura Prieto. Asimismo, entre 2018 y 2019 mantuvo una relación con otra exparticipante de dicho programa, Camila Nash.
Es uno de los dueños del restaurante "Las Carnes de Morandé". En 2015 inauguró el Teatro Coca Cola City, del cual fue propietario. En el ámbito deportivo, es hincha del Club Deportivo Arturo Fernández Vial e «hijo ilustre» de la comuna de Hualpén, lugar donde vivió su infancia, adolescencia y juventud.
En 2022 sufrió doble intento de encerrona por un grupo de delincuentes que querían robarle su Porsche. Los sujetos intentaron asaltarlo en Av. Andrés Bello, donde el animador huyó pasándose varios semáforos en luz roja; más adelante, los ladrones intentaron volver a encerrarlo, pero la víctima huyó rumbo a una comisaría de Carabineros donde puso la denuncia y buscó refugio.

## Televisión

### Programas de televisión
| Año           | Programa                  | Canal               | Rol                 |
| ------------- | ------------------------- | ------------------- | ------------------- |
| 2003          | La última tentación       | Chilevisión         | Editor periodístico |
| 2004-2006     | Rojo                      | TVN                 | Jurado              |
| 2004-2006     | Buenos días a todos       | TVN                 | Panelista           |
| 2004          | Sin prejuicios            | TVN                 | Editor periodístico |
| 2004-2005     | Noche de juegos           | TVN                 | Editor periodístico |
| 2005          | No podemos vivir sin Viña | TVN                 | Conductor y creador |
| 2005          | Rojo VIP                  | TVN                 | Editor periodístico |
| 2006          | La tele o yo              | Conductor y creador |                     |
| 2007          | Mucho gusto               | Mega                | Panelista           |
| 2007          | Mira quién habla          | Mega                | Editor periodístico |
| 2008-2011     | Sin Dios Ni Late (SDNL)   | Zona Latina         | Conductor y creador |
| 2011-presente | SLB, el late              | Vive TV             | Conductor y creador |
| 2011-2013     | Bienvenidos               | Canal 13            | Panelista           |
| 2012          | No basta con ser bella    | Canal 13            | Conductor           |
| 2013-2014     | SQP                       | Chilevisión         | Conductor           |
| 2014-2018     | Primer plano              | Chilevisión         | Conductor           |
| 2015-2018     | Espías del amor           | Chilevisión         | Conductor           |
| 2016          | Escuela para maridos      | Chilevisión         | Conductor           |
| 2017          | La Hermandad              | Chilevisión         | Conductor           |
| 2019          | La mañana                 | Chilevisión         | Conductor           |
| 2019-presente | Contigo en la mañana      | Chilevisión         | Conductor           |
| 2020-presente | LaJunta                   | YouTube             | Conductor           |
| 2021-presente | PCR: Pero Con Respeto     | Chilevisión         | Conductor           |
| 2023          | Gran hermano              | Chilevisión         | Coanimador          |

### Series
| Año  | Título                 | Canal | Rol               | Notas                         |
| ---- | ---------------------- | ----- | ----------------- | ----------------------------- |
| 2004 | La vida es una lotería | TVN   | Relator de fútbol | Cap. Sangre, sudor y millones |